# 立花直員
立花 直員（たちばな なおかず、元禄12年（1699年） - 延享4年3月12日（1747年4月21日））は、江戸時代中期から後期の旗本。筑後国三池藩主家立花氏の分家の一つである立花甲斐守家4代目当主。通称は左門、多宮。父は立花直時、母は柳河藩重臣の立花内膳の娘。実子は立花直堅、娘（立花直救妻）、娘（細井勝晴の妻）。

## 生涯
正徳2年（1712年）に徳川家宣へ初御目見えを得る。
父が小姓組番士を辞した翌年の享保9年（1724年）に書院番士となって江戸城二の丸に勤務し、後に西の丸に勤務する。
享保20年（1735年）に父の死を受けて家督相続する。
延享3年（1746年）に書院番士を辞し、延享4年（1747年）に死去、享年49。法名は寿鑑。家督は長男の直堅が継ぐ。